# Kellogg (Iowa)
Kellogg – miasto w Stanach Zjednoczonych, w stanie Iowa, w hrabstwie Jasper. Zgodnie ze spisem statystycznym z 2000 roku, miasto liczyło 606 mieszkańców.